# Ricaurte (estación)
La estación de transferencia Ricaurte hace parte del sistema de transporte masivo de Bogotá llamado TransMilenio inaugurado en el año 2000.

## Ubicación
La estación está ubicada cerca al centro de la ciudad, específicamente sobre la Avenida Colón entre carreras 27 y 29 y sobre la Avenida Norte-Quito-Sur entre calles 10 y 12.
La estación posee tres entradas: por el semáforo de la Avenida Colón con carrera 27, por el puente peatonal ubicado en la Avenida Norte-Quito-Sur con Calle 10 y por el edificio de la plazoleta ubicada en la intersección de la Norte-Quito-Sur con Calle 13. Cuenta con 6 vagones (tres en cada troncal). Los tres vagones ubicados en la troncal NQS son los más anchos (casi 10 metros) construidos hasta el momento en el sistema.
Atiende la demanda de los barrios Ricaurte, Paloquemao, Pensilvania y sus alrededores.
En las cercanías están el Colegio San José Privado, el Instituto Educativo Distrital Ricaurte, el almacén Alkosto Carrera 30, la Unidad Permanente de Justicia (UPJ), la biblioteca de la Universidad Distrital Francisco José de Caldas, el Parque Ricaurte, y las Bodegas Casa del Rhin.

## Origen del nombre
El nombre del barrio, así como el de la estación se encuentra asociado al prócer de la patria Antonio Ricaurte.

## Historia
La estación fue inaugurada en el año 2003, al inaugurarse la Troncal Américas-Calle 13, como una estación sencilla. A finales de ese mismo año, se cerró un lado de la estación que fue reabierto en 2005, al inaugurarse la parte de la estación que se encuentra en el separador de la Troncal NQS. Las dos secciones están conectadas por un túnel subterráneo.
Es la estación de transferencia más larga del sistema, teniendo 435 metros de largo sin tener en cuenta el túnel que une las líneas NQS y Américas.
Es una de las tres únicas estaciones de transferencia con que cuenta el sistema hasta el momento, junto a la estación Avenida Jiménez y Universidades - CityU/Las Aguas - Centro Colombo Americano. La estación Ricaurte está sobre la línea F (Américas) y E (NQS Central).
Durante el Paro nacional de 2021, la estación sufrió diversos ataques que afectaron de forma considerable las puertas de vidrio y demás infraestructura de la estación, razón por la cual se encontró inoperativa y de manera parcial.

## Servicios de la estación

### Servicios troncales
| Tipo                                | Rutas al Norte | Rutas al Oriente | Rutas al Sur | Rutas al Occidente |
| ----------------------------------- | -------------- | ---------------- | ------------ | ------------------ |
| Vagones Avenida NQS                 |                |                  |              |                    |
| Ruta fácil                          | 4              |                  | 4            |                    |
| Expresos todos los días todo el día | B12 C25        | L25              | G12 G43      | K43                |
| Expresos lunes a sábado todo el día | B11 D21        |                  | G11 H21      |                    |
| Vagones Avenida Calle 13            |                |                  |              |                    |
| Ruta fácil                          |                | 5                |              | 5                  |
| Expresos todos los días todo el día | A60            | J23              |              | F23 F60            |
| Expresos lunes a sábado todo el día | C19            | M51              |              | F19 F51            |

### Esquema
| Occidente ↓ | Carrera 27 |         | Carrera 27 | ↑ Oriente |         |          |        |          |
| Occidente ↓ | 5          | Vagón 6 | 5          | ↑ Oriente |         |          |        |          |
| Occidente ↓ | F19F23     | Vagón 5 | C19J23     | ↑ Oriente |         |          |        |          |
| Occidente ↓ | F51F60     | Vagón 4 | A60M51     | ↑ Oriente |         |          |        |          |
| ← Norte     |            |         |            |           |         |          |        |          |
|             |            | Túnel   |            |           | K43     | 4C25D21  | B11B12 | Calle 10 |
| Túnel       | Túnel      | Túnel   | Vagón 3    | Vagón 2   | Vagón 1 | Puente   |        |          |
|             |            |         | G11G12     | G43       | 4H21L25 | Calle 10 |        |          |
| Sur →       |            |         |            |           |         |          |        |          |

### Servicios urbanos
Así mismo funcionan las siguientes rutas urbanas del SITP en los costados externos a la estación, circulando por los carriles de tráfico mixto sobre la Avenida NQS, con posibilidad de trasbordo usando la tarjeta TuLlave:
| Código                    | Sector              | Dirección       | Rutas                                          |
| ------------------------- | ------------------- | --------------- | ---------------------------------------------- |
| Sobre la avenida NQS      |                     |                 |                                                |
| 180A00                    | A Estación Ricaurte | Av. NQS - CL 9  | A605A633A643A708B608B631 599 SE14 T11 T26 T163 |
| 693A00                    | A Br. Ricaurte      | Av. NQS - CL 11 | A605A633A643A708B608B631 599 SE14 T11 T26 T163 |
| 070A07                    | F Estación Ricaurte | Av. NQS - CL 10 | H605H608H631H633H643H708 599 SE14 T11 T26 T163 |
| Sobre la avenida Calle 13 |                     |                 |                                                |
| 797A00                    | A Estación Ricaurte | AC 13 - KR 29   | A324A501                                       |
| 829A00                    | A Br. Ricaurte      | AC 13 - KR 26   | A324A501                                       |
| 838A00                    | A Estación Ricaurte | AC 13 - KR 27   | A633G501K324                                   |

## Ubicación geográfica
| Noroeste: Puente Aranda | Norte: E Paloquemao | Nordeste: Los Mártires         |
| Oeste: F CDS Carrera 32 |                     | Este: F Sans Façon Carrera 22  |
| Suroeste: Puente Aranda | Sur: G Comuneros    | Sureste: E Guatoque - Veraguas |